# Les Lucs-sur-Boulogne
Les Lucs-sur-Boulogne é uma comuna francesa na região administrativa da Pays de la Loire, no departamento de Vendéia. Estende-se por uma área de 53,15 km². Em 2010 a comuna tinha 3 570 habitantes (densidade: 67,2 hab./km²).